# 神祇官
神祇官（じんぎかん、かみづかさ、かんづかさ）とは、日本の律令制で設けられた、朝廷の祭祀を司る官庁名。唐名は大常寺（）。長官は神祇伯（通常、じんぎはく・和訓、かみ（かん）づかさのかみ）
また、神祇とは、神が天津神である天神を、祇が国津神である地祇を表し、その名の通り祭祀を司る。

## 概要
二官八省における神祇官
|  |  | 神祇官 |        |        |        |        |        |  |  |        |        |        |        |        |        |
|  |  |        |        |        |        |        |        |  |  |        |        |        |        |        |        |
|  |  | 太政官 | 太政官 | 太政官 | 太政官 | 太政官 | 太政官 |  |  | 中務省 | 中務省 | 中務省 | 中務省 | 中務省 | 中務省 |
|  |  | 太政官 | 太政官 | 太政官 | 太政官 | 太政官 | 太政官 |  |  | 中務省 | 中務省 | 中務省 | 中務省 | 中務省 | 中務省 |
|  |  |        |        |        |        |        |        |  |  | 式部省 |        |        |        |        |        |
|  |  |        |        |        |        |        |        |  |  |        |        |        |        |        |        |
|  |  |        |        |        |        |        |        |  |  | 治部省 |        |        |        |        |        |
|  |  |        |        |        |        |        |        |  |  |        |        |        |        |        |        |
|  |  |        |        |        |        |        |        |  |  | 民部省 |        |        |        |        |        |
|  |  |        |        |        |        |        |        |  |  |        |        |        |        |        |        |
|  |  |        |        |        |        |        |        |  |  | 兵部省 |        |        |        |        |        |
|  |  |        |        |        |        |        |        |  |  |        |        |        |        |        |        |
|  |  |        |        |        |        |        |        |  |  | 刑部省 |        |        |        |        |        |
|  |  |        |        |        |        |        |        |  |  |        |        |        |        |        |        |
|  |  |        |        |        |        |        |        |  |  | 大蔵省 |        |        |        |        |        |
|  |  |        |        |        |        |        |        |  |  |        |        |        |        |        |        |
|  |  |        |        |        |        |        |        |  |  | 宮内省 |        |        |        |        |        |
|  |  |        |        |        |        |        |        |  |  |        |        |        |        |        |        |

古代の律令制での神祇官は、朝廷の祭祀を司る官であり、諸国の官社を総轄した。養老令の職員令には太政官に先んじて筆頭に記載され太政官よりも上位であり、相並んで独立した一官であった。諸官の最上位とされた日本独自の制度である。
神祇官の名称は大宝律令制定以前の史書にも見えるため、飛鳥浄御原令等で既に設置されていたと考えられるが、記録がないため詳細は不明である。

## 構成
四等官
- 長官 神祇伯、唐名:大常伯（）、大常卿（）、大卜令（）、祠部尚書（）
- 次官 神祇副（大副・少副）、唐名:大常小卿、祠部員外郎
- 判官 神祇祐（大祐・少祐）、唐名:大常丞、大卜丞
- 主典 神祇史（大史・少史）、唐名:大常録事、大卜令史、祠部主事、祠部令史、大常主簿

伴部に神部（30人）および卜部（20人）、雑事を行う使部（30人）、直丁（2人）がおかれた。神部は番上官、卜部は後述のように一部が才伎長上とされ、他は番上官であった。その他、令にない巫（）という女性や戸座（）という少年、御火炬（）という少女も属した。
相当する位階は低く、後述の神祇伯の相当位階は従四位下とされる。これは、太政官の常置の長官たる左大臣（正二位または従二位相当）よりはるかに低く、左大弁・右大弁（従四位上相当）、大宰帥（従三位相当）、七省の長官たる卿（正四位下相当）より下である（官位相当制の項参照）。すなわち、上述のとおり職員令（）では太政官の上に位置したが、文書行政では太政官よりも下位であった。
平安時代初期までは律令制の原則が守られたため、伯の職も独占ではなかったが、その後、忌部氏や大中臣氏（藤原氏とは同族）が神祇官の要職を占めるようになった。のちに花山源氏白川家が神祇官の長である神祇伯に代々就任した。神祇伯になったものは実際は臣下でも王を称したので、白川伯王家などといわれる。

## 官衙

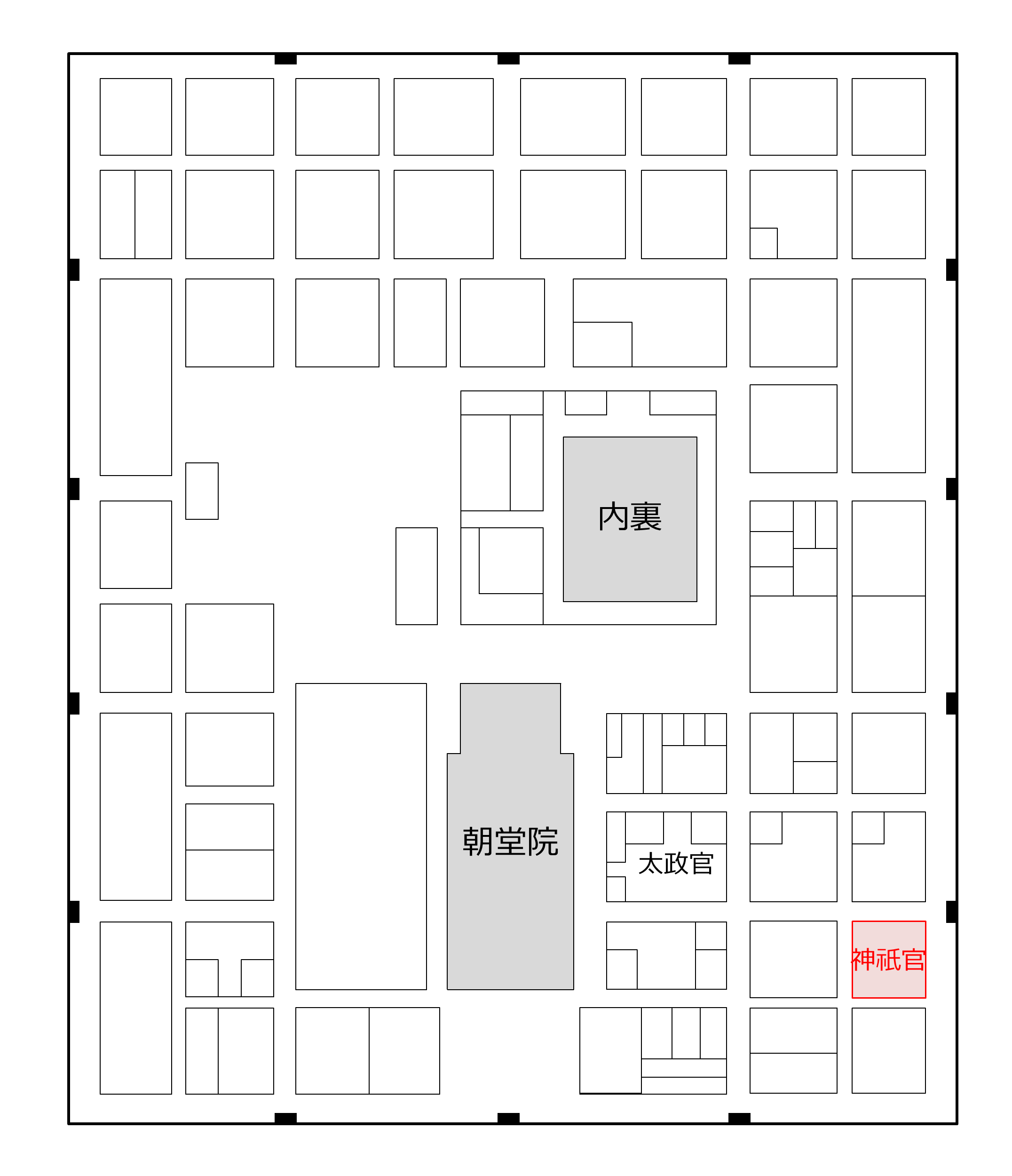
平安京大内裏における神祇官の位置
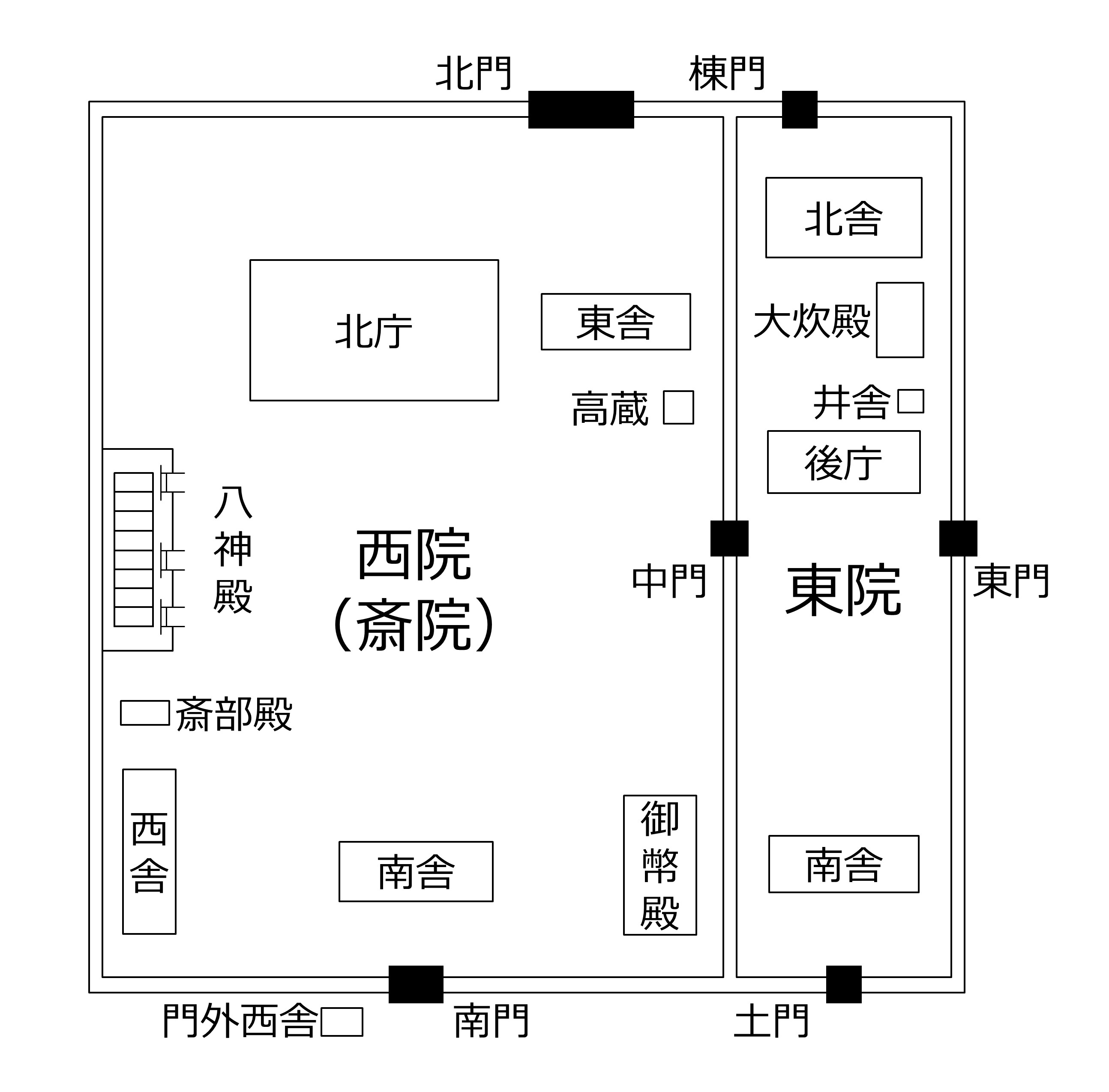
神祇官配置図

神祇官（の官衙）は、大内裏の南東に位置し、神殿とも称される正殿（北庁）、儀式時に公卿が着座する南舎、天皇を守護する八神をまつる八神殿などからなる。
里内裏が正式の内裏となると、大内裏の官衙の多くは廃絶したが、神祇官の官衙（敷地）は天正年間にも維持されており、元和3年(1617年)の東照権現神号贈呈の奉幣使が発遣の儀式も、荒野となっていた神祇官敷地に幔を引いて実施された。
しかし、その敷地も寛永の二条城拡張によって消滅し、寛永7年（1630年）の明正天皇即位由奉幣は、神祇官代たる吉田社から発遣された。

## 職掌

### 総論
神祇を祭り、諸国の祝部（ほうりべ、神主や禰宜の下の神職で神戸から選ばれた）の名帳（名簿）や神戸の戸籍の管理、大嘗祭・鎮魂祭の施行、巫（）や亀卜を司った。
神祇令規定の実際の祭は以下のとおり：
- 2月：祈年祭
- 3月：鎮花祭
- 4月：神衣祭、大忌祭、三枝祭、風神祭
- 6月：月次祭、鎮火祭、道饗祭
- 7月：大忌祭、風神祭
- 9月：神衣祭、神嘗祭
- 11月：相嘗祭、鎮魂祭、大嘗祭
- 12月：月次祭、鎮火祭、道饗祭

このうち祈年祭、月次祭、大嘗祭（新嘗祭）には諸国の祝が召集されて忌部から幣帛（ぬさ、みてぐら。供物のこと）を班給された。近年では、このような全国的規模の祭祀（＝神社機構）統括のために、本来地位が低い神祇官が太政官と併置されたといわれる。
古代の神社の社格である「官幣社」は、祈年祭の奉「幣」を神祇「官」から直接受ける神社を意味する（国幣社は国司から受ける）。

### 神部
伴部のうち神部の職務は祭祀神事の諸般の実務を行うことだが、令には明らかな定めがない（『令集解』職員令讃説）。斎部広成の『古語拾遺』には、以前は中臣・斎部・猿女・鏡作・玉作・盾作（）・神服（）・倭文（）・麻績などのいわゆる「名負氏（）」が任命されたが、今は中臣・斎部ら2・3の氏族のみで他の氏族は絶える恐れがあると記載があり、『古語拾遺』が成立した9世紀初頭の状況と考えられる。また、『令集解』の記載（讃記）により、忌部のみから選ばれたとする説もある。

### 卜部と宮主
卜部（）は、主として亀卜を行うほか、大祓の解除（）や6月・12月の道饗祭・鎮火祭に奉仕した。これらの儀式の性格から、神部が伝統的神道的な祭祀を行うのに対して、卜部は陰陽道的な祭祀を行うとする説がある。卜部は20人全員が地方から選ばれ、うち対馬から10人、壱岐および伊豆から5人ずつ卜術に優れた者を任命するとされた（『延喜式』臨時祭式）。さらに卜部の中から天皇個人に亀卜を行う大宮主（）が1人任じられたと思われ、704年（慶雲元年）にこれが才伎長上とされた（『続日本紀』慶雲元年二月癸亥条。天平勝宝9歳8月8日太政官奏によれば従八位相当）。宮主職は大宮主以外に中宮（職）宮主、御宮宮主、太皇太后宮宮主、皇太后宮宮主、春宮宮主などが『日本三代実録』や『類聚三代格』、『類聚符宣抄』にみえ、個人に付属したとわかる。
上述のように神祇官の地位が時代とともに低下したのに対し、宮主職は9世紀半ば頃から重要視され、同職に就いた卜部（占部）雄貞（858年没）や卜部（伊伎）是雄（872年没）の卒伝によれば、彼らは（外）従五位下に叙されている。本来亀卜という特殊技能を扱う職だったために宮主に任じられる氏族は限られ、10世紀後半には対馬出身の直氏（）と卜部氏のみだったが、その後直氏が没落し、卜部氏の独占となった。陰陽道が浸透し、重視されて安倍氏や賀茂朝臣氏が宗家として定着する10世紀末には、宮主として卜部兼延が活躍し、卜部氏としてはじめて神祇大副に任ぜられ先例となるなど亀卜道宗家としての地位を確立した。13世紀初頭に著された有職故実書『官職秘抄』には、神祇副や祐には重職である宮主職を経験したことをもって卜部氏や直氏を任じたが、直氏は近年では絶え、また伊岐氏も以前は祐に任じられたが近年は絶えたと記載がある。さらに神祇官の職のうち、宮主以上の重職はないとも記され、卜部氏（のちの吉田卜部氏）と宮主職の地位向上は同時に進行している。